# Słabada 1
Słabada 1 (biał. Слабада 1; ros. Слобода-1, Słoboda-1) – wieś na Białorusi, w obwodzie witebskim, w rejonie dokszyckim, w sielsowiecie Berezyna. W 2019 roku była niezamieszkana.